# سبتة

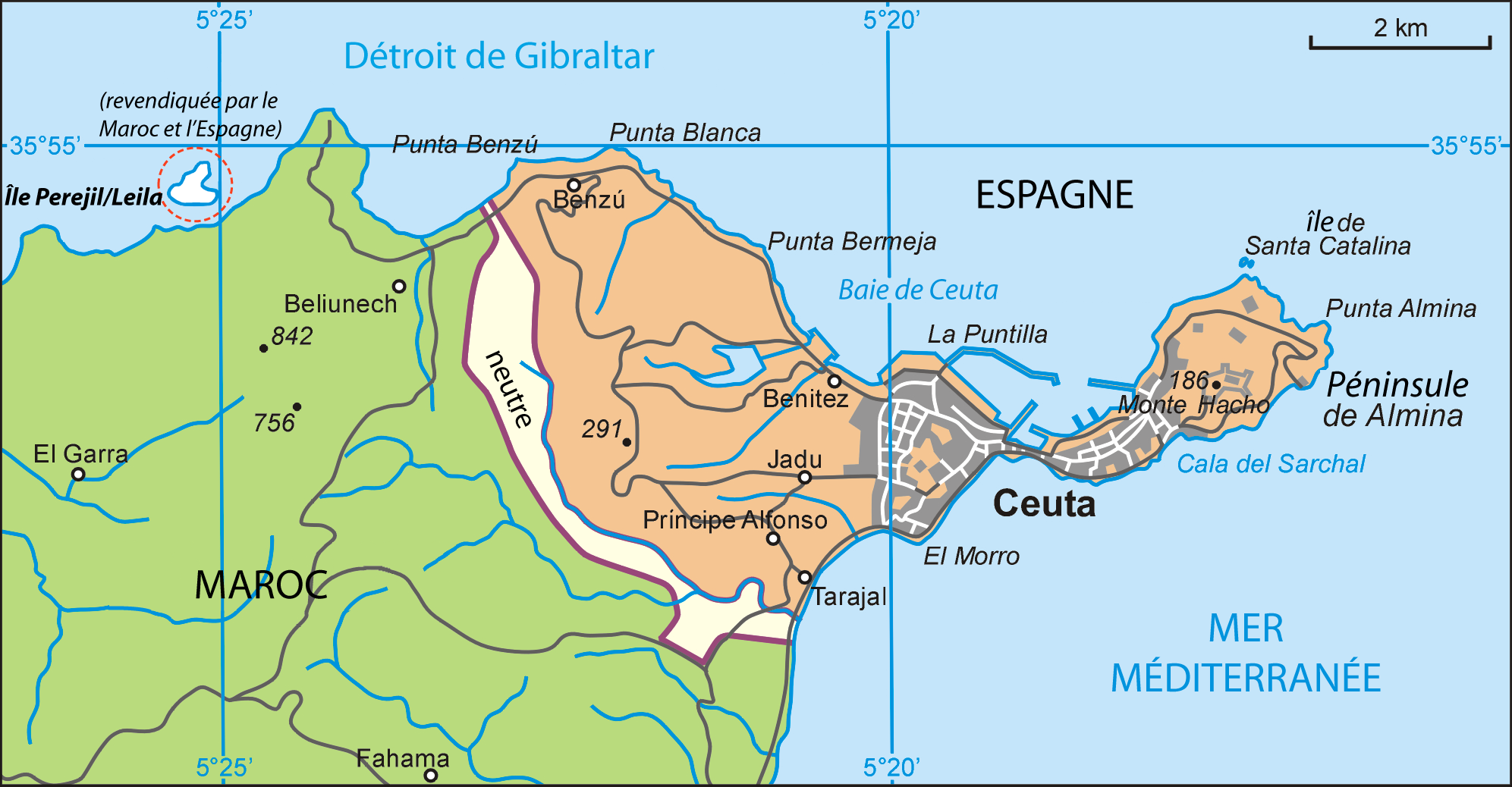
خارطة لمدينة سبتة

سبتة هي مدينة مغربية تحت السيادة الإسبانية ذاتية الحكم تقع على القارة الأفريقية ويعتبرها المغرب مدينة محتلة ولا يزال يطالب باسترجاعها، تقع مقابل لمضيق جبل طارق، تحدها من الشمال والجنوب والشرق البحر الأبيض المتوسط. يبلغ عدد سكان سبتة 82.376 نسمة (وفقاً لإحصائيات التعداد السكاني المؤرخ 1 يناير 2011)، وتبلغ مساحتها 19 كم مربع (معدل الكثافة السكانية 4.240,52 نسمة/كم²). يتألف سكانها من المسيحيين والمسلمين، مع وجود أقلية يهودية وهندوسية. وقد أصبحت المنطقة منذ عام 1995 تتمتع بصيغة الحكم الذاتي داخل إسبانيا بقرار البرلمان الإسباني عام 1995. في أقصى طرف المدينة تمتد شبه جزيرة ألمينة، وتضم أراضيها جزيرة سانتا كاتالينا.

## أصل التسمية
يرجع أصل اسم سبتة إلى عصر روما القديمة حيث أطلقوا على جبال المدينة بالاسم (Septem Fratres)، بمعنى (الإخوة السبعة) ومع التطور تغيرت التسمية (Ceuta <Seuta <Septɘ <Septem) حتى أصبحت بالإسبانية: (ثيوتا = Ceuta).

## النزاع الحدودي
يعتبر المغرب منذ استقلاله، سبتة جزءًا لا يتجزأ من التراب المغربي. ويرفض الاعتراف بشرعية الحكم الإسباني على مدينتي سبتة ومليلية وجزر إشفارن (بالإسبانية: Chafarinas)‏. يتمتع سكان سبتة من أصل مغربي بحقوق كاملة داخل المغرب كباقي المغاربة. يطالب المغرب إسبانيا بالدخول في مفاوضات مباشرة معها لأجل استرجاعهما، كما يعتبرهما إحدى أواخر معاقل الاستعمار في أفريقيا، غير أن المنطقة لم تصنفها الأمم المتحدة ضمن المناطق المحتلة والواجب تحريرها.

## الحدود والمساحة
هي عبارة عن شبه جزيرة مطلَّة على حوض البحر الأبْيض المتوسّط، تقع في أقصى الشمال الغربي لإفريقيا، يُحيطُ بِها مياه بحر الأبيض المتوسط من الجهات الثلاث الشمالية، والشرقية، والجنوبية، ويحدها من الغرب والجنوب الغربي المغرب، يفصلها عن إسبانيا مسافة 26 كيلومتر، وتبلغ مساحتها 19 كيلومتر، وطولها من الشرق إلى الغرب 1.000 م، ومن الشمال إلى الجنوب 1.500 م.

## الجغرافيا
تقع مدينة سبتة في شمال غرب أفريقيا، مجاوراً لإقليم الريف في المملكة المغربية. من مدينة سبتة تبدأ سلسلة أطلس الريف التي تمتد بحذاء ساحل البحر المتوسط على شكل قوس كبيرة. وتتمتع سهول الريف التي تقع فيها مدينة سبتة بمناخ متوسطي معتدل تزيد أمطاره على 600 ملم في السنة.
تشغل مدينة سبتة جيباً من ساحل المملكة المغربية تقدر مساحته بنحو 20 كم² عند مدخل البحر المتوسط على مضيق جبل طارق. وتبعد مدينة سبتة نحو 26 كم جنوب جبل طارق، وهي بذلك أقرب ميناء إفريقي إلى أوروبا. وتمتد المدينة فوق أرض مرتفعة مؤلفة من سبع ذرى عند نهاية برزخ ضيق، أعلاها جبل سيدي موسى (ارتفاع: 842 متر). وقد أقيمت سبتة مكان مستعمرة فينيقية وعرفت قديماً باسم إبيلا، وكان ينظر إليها أسطورياً على أنها أحد أعمدة هرقل.

### المناخ
تتميز سبتة بمناخ متوسطي، بدرجات الحرارة معتدلة وعدم انتظام هطول الأمطار. ساهم في ذلك عاملان مهمان:
1. جبل سيدي موسى: يلعب دورا أساسيا للوحدة الحرارية للمنطقة، حيث أنه يشكل حاجز للرياح المحملة بالرطوبة والقادمة من المحيط الأطلسي، مما يؤدي إلى هبوب رياح قوية تنزل عمودياً ما بين حافتي المحيط الأطلسي والبحر الأبيض المتوسط.
2. مياه مضيق جبل طارق والبحر الأبيض المتوسط: حيث أن الفرق في درجات الحرارة بين مياه المضيق والرياح المحملة بالرطوبة من الأطلسي تسبب في هطول الأمطار بغزارة، ولكن بغير انتظام.

يبلغ المتوسط السنوي لدرجات الحرارة في سبتة 16,6 درجة مئوية، تسجل أعلى درجات الحرارة في شهر يوليو بينما تسجل أدنى درجات الحرارة في شهر يناير/فبراير، كما أن معدل سقوط الأمطار فيها يزيد عن الـ 600 ملم في السنة، ومعدل الرطوبة 84%.
| البيانات المناخية لـسبتة              | البيانات المناخية لـسبتة | البيانات المناخية لـسبتة | البيانات المناخية لـسبتة | البيانات المناخية لـسبتة | البيانات المناخية لـسبتة | البيانات المناخية لـسبتة | البيانات المناخية لـسبتة | البيانات المناخية لـسبتة | البيانات المناخية لـسبتة | البيانات المناخية لـسبتة | البيانات المناخية لـسبتة | البيانات المناخية لـسبتة | البيانات المناخية لـسبتة |
| الشهر                                 | يناير                    | فبراير                   | مارس                     | أبريل                    | مايو                     | يونيو                    | يوليو                    | أغسطس                    | سبتمبر                   | أكتوبر                   | نوفمبر                   | ديسمبر                   | المعدل السنوي            |
| ------------------------------------- | ------------------------ | ------------------------ | ------------------------ | ------------------------ | ------------------------ | ------------------------ | ------------------------ | ------------------------ | ------------------------ | ------------------------ | ------------------------ | ------------------------ | ------------------------ |
| متوسط درجة الحرارة الكبرى °م (°ف)     | 14.6 (58.3)              | 14.9 (58.8)              | 16.2 (61.2)              | 17.7 (63.9)              | 20.6 (69.1)              | 23.4 (74.1)              | 26.2 (79.2)              | 26.7 (80.1)              | 24.6 (76.3)              | 21.1 (70.0)              | 17.4 (63.3)              | 15.2 (59.4)              | 19.9 (67.8)              |
| المتوسط اليومي °م (°ف)                | 11.5 (52.7)              | 11.7 (53.1)              | 12.6 (54.7)              | 13.8 (56.8)              | 16.4 (61.5)              | 19.0 (66.2)              | 21.7 (71.1)              | 22.2 (72.0)              | 20.3 (68.5)              | 17.4 (63.3)              | 14.2 (57.6)              | 12.0 (53.6)              | 16.1 (60.9)              |
| متوسط درجة الحرارة الصغرى °م (°ف)     | 8.4 (47.1)               | 8.4 (47.1)               | 9.0 (48.2)               | 10.0 (50.0)              | 12.1 (53.8)              | 14.8 (58.6)              | 17.2 (63.0)              | 17.6 (63.7)              | 16.0 (60.8)              | 13.7 (56.7)              | 10.9 (51.6)              | 8.9 (48.0)               | 12.3 (54.1)              |
| الهطول مم (إنش)                       | 87 (3.4)                 | 87 (3.4)                 | 59 (2.3)                 | 56 (2.2)                 | 28 (1.1)                 | 13 (0.5)                 | 1 (0.0)                  | 1 (0.0)                  | 11 (0.4)                 | 61 (2.4)                 | 76 (3.0)                 | 108 (4.3)                | 588 (23)                 |
| متوسط أيام هطول الأمطار (≥ 1 mm)      | 10.3                     | 10.8                     | 8.6                      | 8.3                      | 4.9                      | 2.9                      | 0.7                      | 0.5                      | 3.2                      | 7.9                      | 9.4                      | 11.0                     | 78.5                     |
| ساعات سطوع الشمس الشهرية              | 156                      | 149                      | 195                      | 213                      | 260                      | 290                      | 305                      | 293                      | 237                      | 190                      | 163                      | 161                      | 2٬612                    |
| المصدر: مركز الأرصاد الجوية الإسبانية |                          |                          |                          |                          |                          |                          |                          |                          |                          |                          |                          |                          |                          |

## البيئة الطبيعية

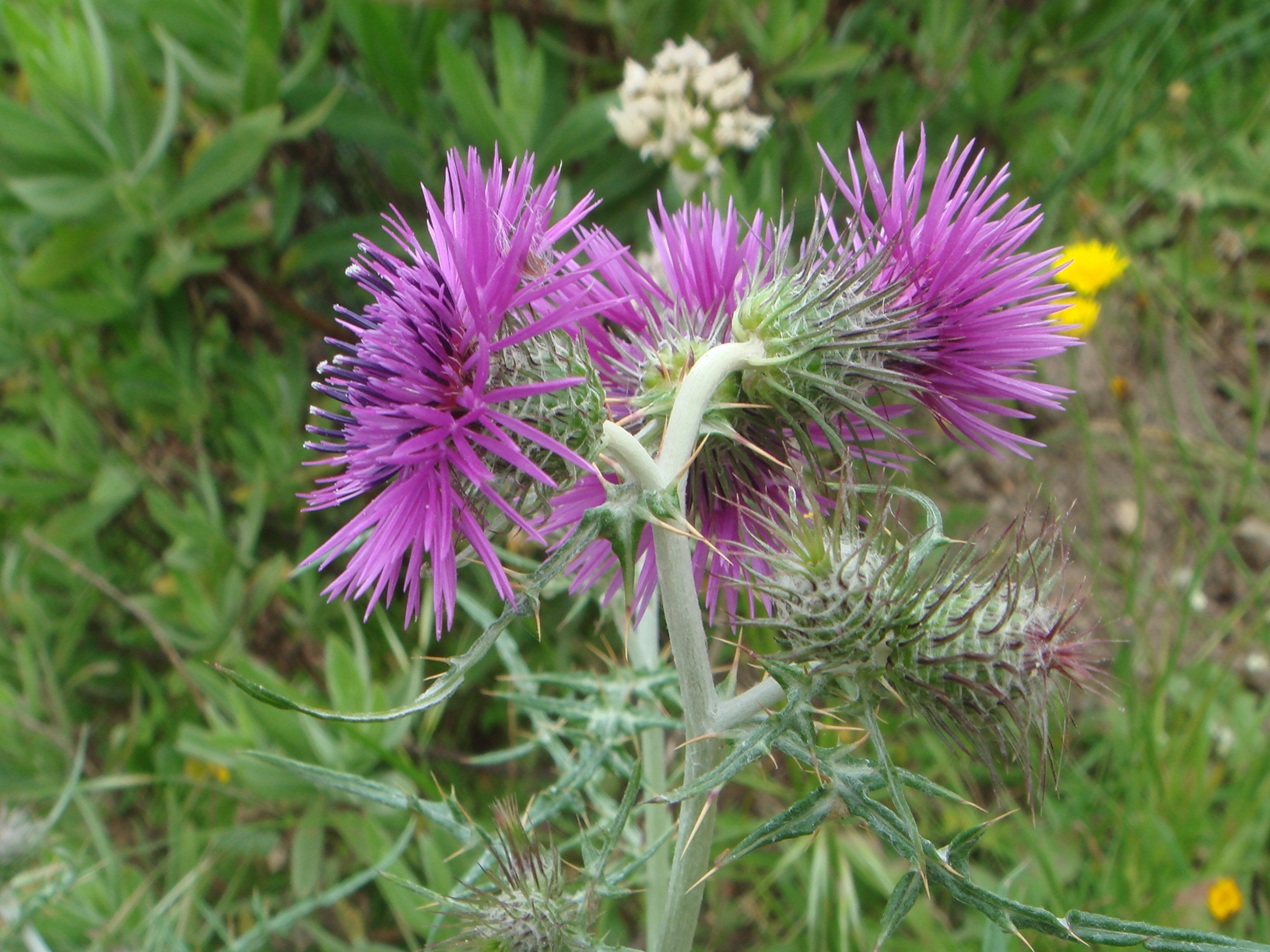
Galactites elegans

### البيئة النباتية
يتوفر سبتة ما يقارب 500 نوع من النباتات، أغلبها نباتات متوسطية (نسبة إلى البحر الأبيض المتوسط)، منها: أشجار الصنوبر، أشجار البلوط الفليني (تنتمي إلى فصيلة أشجار السنديان)، أشجار الكينا، أشجار الطلح، شجرة التنين (أو شجرة دراكو)، شجرة فيكس بنجامينا (Ficus Benjamina)، نبات الآس، نبات الأَثل الأفريقي (جنس نباتي من الفصيلة الطرفاوية)، القُرّيضة أو القَسْتُوس (جنس نباتي يتبع الفصيلة القريضية)، الزرود ضيق الأوراق) نوع نباتي يتبع جنس الزرود من الفصيلة الزيتونية)، نبات الصبار.

### البيئة الحيوانية
تتمتع مدينة سبتة بطبيعة غنية ومتنوعة على الرغم من صغر مساحتها، حيث أنها تحتوي على أنواع قليلة من الحيوانات الإفريقية غير موجودة على شبه الجزيرة الإيبيرية منها: ضفدع شمال إفريقيا الأخضر، سحلية شمال إفريقيا، الدفان البربري والدفان الأطلسي.
تتكون البيئة الحيوانية في سبتة على 5 أنواع من البرمائيات، 18 نوعاً من الزواحف و17 نوعاً من الثدييات: الجرذ المجعد البربري، زغبة الحدائق الإفريقية، النيص الأفريقي، (ملاحظة: هذه الأنواع الثلاثة تنفرد بوجودها في شمال أفريقيا دون غيرها).
أما بالنسبة للطيور فقد تم تسجيل ما يقارب من 40 نوع: اللقلق الأبيض، اللقلق الأسود، طائر الصرارة (أو عقاب الثعابين)، الحدأة السوداء، العقاب المسيرة، أبو شودة (أو هارير مونتاجو)، صقر العسل الحوام، اليؤيؤ (أو شويهين).
يـجدر بالذكر أن في سبتة نوعان من الخـنافس غـمدية الأجنحـة: (Chasmatopterus zonatus) و(Euserica cambeloi)، حيث تنفرد هاتان الفصيلتان بوجودهما في مدينة سبتة فقط، دون غيرها في العالم.

## تاريخ سبتة
- 250.000 قبل الميلاد: البدايات الأولى لظهور الإنسان في سبتة.[9]
- القرن السابع قبل الميلاد: احتل الفينيقيون للمدينة، وقاموا بتأسيس المدينة وأطلقوا عليها اسم "Abyla"، بعد ذلك تم احتلالها من جديد من قبل اليونان فوقيون (Phocaea) وأطلقوا عليها اسم "Hepta Adelphoi".
- 319 قبل الميلاد: وقعت المدينة تحت نظام حكم قرطاج.
- 201 قبل الميلاد: استسلام قرطاج نتيجة لاندلاع الحرب البونيقية الثانية بين قرطاج والجمهورية الرومانية (وهي حرب استمرت من سنة 218 قبل الميلاد حتى سنة 201 قبل الميلاد). قامت مملكة موريطنية بضم المدينة إلى إراضيها
- 40 بعد الميلاد: قام الإمبراطور كاليغولا بضم المدينة إلى الإمبراطورية الرومانية، وفي عام 429 بعد الميلاد سقطت المدينة تحت هيمنة قبائل الوندال.
- 534 بعد الميلاد: فلافيوس بيليساريوس، جنرال تابع للإمبراطور جستنيان الأول البيزنطي، يقضي على الوندال، ويلحق المدينة بالإمبراطورية الرومانية الشرقية. وبعد ذلك سقطت المدينة في أيدي القوط الغربيين.
- 709: دخول المسلمين إلى سبتة.
- 931: الخليفة الأموي عبد الرحمن الناصر يضم المدينة إلى الدولة الأموية في الأندلس. وبعد سنوات عدة من الصراعات، سقطت الدولة الأموية وتفككت إلى عدد من الممالك بعد حرب أهلية بين الأمراء الأمويين الذين تنازعوا الخلافة فيما بينهم، مما أدى بعد سنوات من الاقتتال، إلى تفكك الخلافة إلى عدد من الممالك المستقلة (ملوك الطوائف).
- 1024: سقطت المدينة تحت سيطرة طائفة مالقا.
- 1061: قام البورغواطيون بضم المدينة إلى إمارة بورغواطة (إمارة أمازيغية).
- 1084: دخول يوسف بن تاشفين (ثاني ملوك المرابطين) إلى المدينة.
- 1147: دخول الموحدون إلى المدينة.
- 1232: سبتة تخضع لطائفة مورسيا.
- 1233: سبتة تعلن استقلالها، وفي عام 1236 سقطت المدينة تحت هيمنة مملكة فاس. في عام 1242 تخضع لنفوذ الحفصيين (الحَفْصِيُّون أو بنو حَفْص سلالة بربرية، ينتمي إلى قبيلة مصمودة البربرية).
- 1249: قام الأثافيون بالسيطرة على المدينة.
- 1295: تصبح المدينة جزءاً من مملكة قشتالة، وفقا لمعاهدة لمونتياغوادو دي لاس فيكارياس (المؤرخ عام 1291، بين قشتالة وأراغون).
- في عام 1305 ضمت مملكة غرناطة المدينة لها.
- 1309: قامت مملكة فاس، بمساعدة مملكة أراغون، باسترجاع المدينة. وفي 1310 قام الأثافيون باستعادة السيطرة عليها، في 1314 استرجعت مملكة فاس المدينة من جديد، في 1315 استرد الأثافيون المدينة. في 1327 سقطت المدينة تحت هيمنة مملكة فاس. في 1384 قامت مملكة غرناطة بضم المدينة إلى أراضيها، وفي 1387 استرجعت مملكة فاس المدينة مرة أخرى.
- 21 أغسطس 1415: سقوط سبتة تحت سيطرة البرتغال، على يد الملك جواو الأول. في عام 1580 قامت إسبانيا بضم البرتغال إلى مملكتها، وذلك بعد وفاة ملك البرتغال سيباستيان الأول.
- 1640: البرتغال تعلن استقلالها عن إسبانيا، ولكن سكان سبتة تفضل البقاء تحت السيادة الإسبانية.
- 1668: البرتغال تعترف بالسيادة الإسبانية على سبتة، وفقاً لمعاهدة لشبونة (المؤرخ 13 فبراير 1668، بين إسبانيا والبرتغال).
- 1694 إلى 1724: حصار السلطان مولاي إسماعيل للمدينة.
- 1704: حصار القوات البحرية الملكية البريطانية لمدينة، مع محاولة الدخول إلى المدينة.
- 1812: الحكومة الجهوية للمدينة تتحول إلى مجلس دستوري.
- 1925: سبتة تستقل من مقاطعة قادس بموجب المرسوم الملكي المؤرخ 4 أغسطس.
- 1995: إصدار النظام الأساسي للحكم الذاتي في المدينة، وبالتالي تتمتع مدينة سبتة بالحكم الذاتي.

## السياسة والإدارة
ينص الفصل الخامس من الأحكام الانتقالية للدستور الإسباني المؤرخ سنة 1978 ما يلي:
وقد أصبحت المنطقة تتمتع بصيغة للحكم الذاتي داخل إسبانيا بقرار البرلمان الإسباني عام 1995، وهي صيغة لا تتضمن إقامة برلمان مستقل، بل جمعية ثم مجلساً للحكومة ورئيساً، ويحمل النواب الـ25 في الجمعية صفة مستشارين.
منذ أواخر عام 2005، يجري إصلاح النظام الأساسي للحكم الذاتي للمدينة، لتتولى مسؤوليات أكبر، وبهذه الطريقة تتغير تسمية المدينة لتصبح (منطقة سبتة ذاتية الحكم) بدلا من (مدينة سبتة ذاتية الحكم)، كباقي مناطق ال17 في إسبانيا.

### عمداء المدينة
- كليمينتي كالبو بيثينو (1979 - 1981)؛
- ريكاردو مونيوث رودريغث (1981 - 1983)؛
- فرانثيسكو فرايث أرمادا (1983 - 1985)؛
- أوريليو بوييا ريفاس (1985 - 1987)؛
- فروكتوسو مياخا سانشيث (1987 - 1991)؛
- فرانثيسكو فرايث أرمادا (1991 - 1994)؛
- باسيليو فيرنانديث لوبيز (1994 - 1995).

### رؤساء مجلس المدينة
- باسيليو فيرنانديث لوبيز (1995 - 1996)؛
- خيسوس كاييتانو فورتيس راموس (1996 - 1999)؛
- أنطونيو سامبييترو كاسارامونا (1996 - 1999)؛
- خوان خيسوس فيفاز لارا (2001 – حتى الآن).

## التاريخ
بعد استعادة الإسبان للأندلس، أطلق الكرسي الرسولي دعوة للسيطرة على الساحل المتوسطي للمغرب، وقامت البرتغال بالسيطرة على الساحل الأطلسي. وقد تعددت المحاولات التاريخية للمغرب لاستعادة المنطقة، منها محاولة المولى إسماعيل في القرن السادس عشر الميلادي حيث حاصر المغاربة مدينة سبتة 33 سنة دون أن يتمكنوا من استعادتها، ثم محاولة السلطان محمد بن عبد الله عام 1774 م محاصرة مدينة مليلية من غير جدوى. وتبقى أبرز المحاولات المعاصرة هي ثورة محمد بن عبد الكريم الخطابي والحروب التي خاضها بين عامي 1921 و 1926 ضد القوات الإسبانية في شمال المغرب.
تتميز المدينة بمينائها حيث يعتبر همزة وصل بين إسبانيا ومدينة سبتة تتميز بكثرة الزهور في أنهجها ولقد زارها الملك خوان كارلوس في أبريل 2007 م ليؤكد للمغاربة إسبانية المدينة وأنها أولوية وطنية عليا ولا يمكن لإسبانيا التفريط فيها، حيث يمكن من سبتة مراقبة المهاجرين غير الشرعيين ويمكن للإسبان السيطرة على 85% من مساحة المياه الإقليمية بين المغرب ومملكة إسبانيا بحر البرهان.

## معالم سبتة

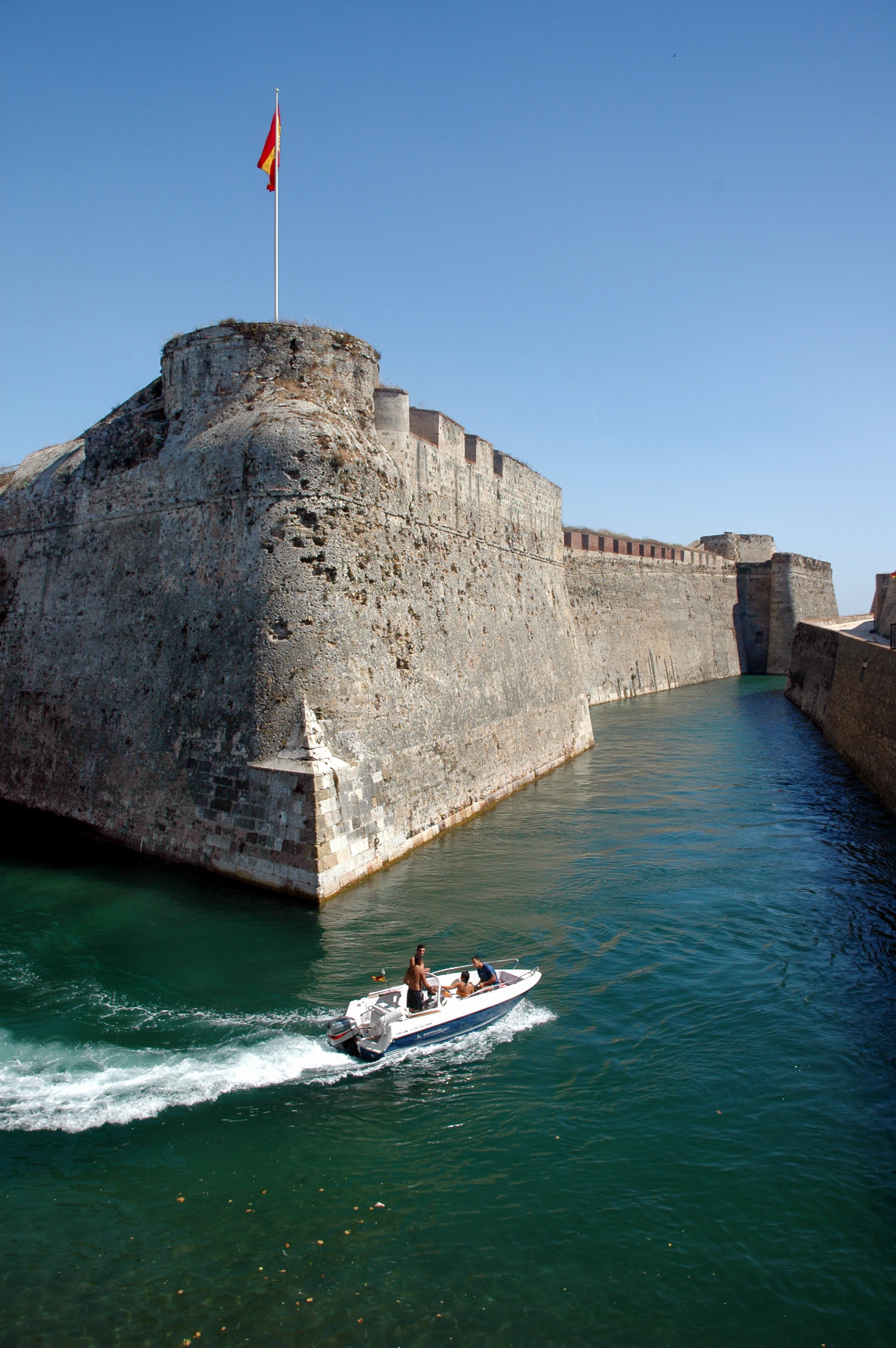
الأسوار الملكية في سبتة

- الأسوار الملكية وخندق سان فيليبي (Murallas Reales y Foso de San Felipe).
- متحف الأسوار الملكية (Museo de las Murallas Reales).
- أسوار باسيو دي لاس بالميراس (Murallas del Paseo de las Palmeras).
- كاتدرائية سبتة (Catedral de Ceuta).
- كنيسة سانتا ماريا دي أفريكا (Iglesia de Santa María de África).
- كنيسة سان فرانسيسكو وكنيسة نويسترا سينيورا دي لوس ريميديوس (iglesias de San Francisco y de Ntra. Sra. de los Remedios).
- الحمامات العربية (Baños árabes).
- باسليكا تاردورومانا (Basílica Tardorromana).
- الحديقة البحرية بسبتة (Parque Marítimo del Mediterráneo).
- قاعة سبتة (Auditorio).
- مارينا (Puerto deportivo). مارينا: هو رصيف أو حوض به مراسي ولوازم لليخوت والقوارب الصغيرة، يختلف عن الميناء في أن المارينا لا يتعامل سفن الركاب الكبيرة أو البضائع من سفن الشحن.

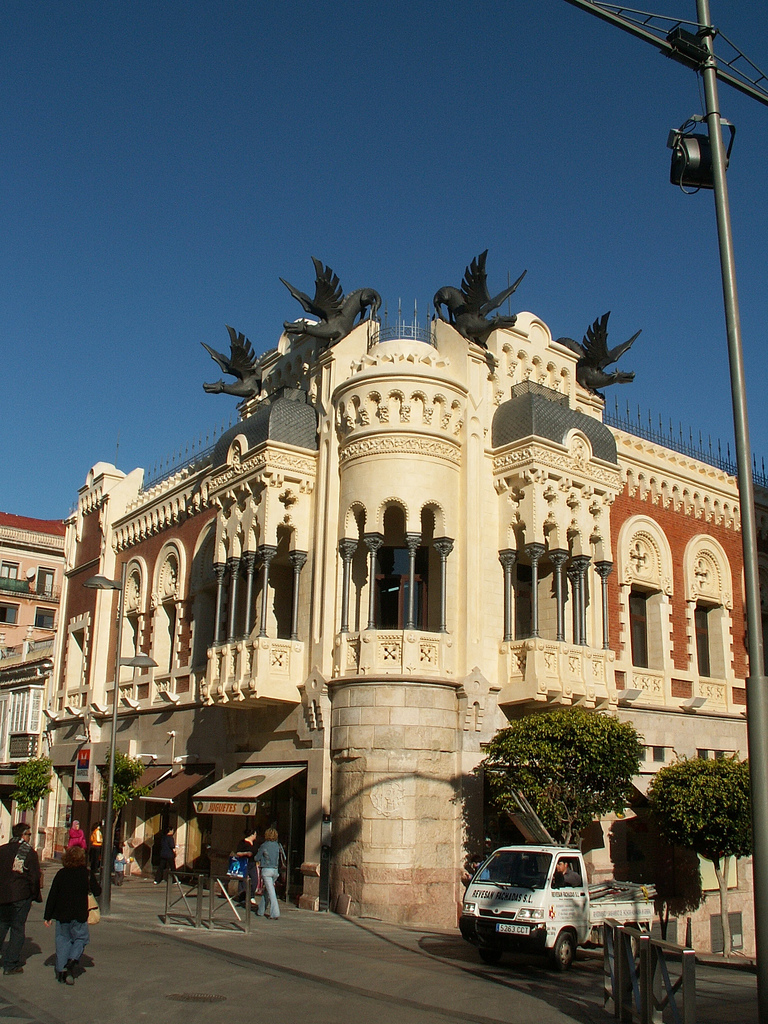
بيت التنين - سبتة

- حديقة سان أمارو (Parque de San Amaro): مع نافورة هيلز المجاورة.
- شاطئ دي لا ريبيرا (Playa de la Ribera).
- شاطئ ديل شوريجو (Playa del Chorrillo).
- شاطئ ديل سارتشال (Playa del Sarchal).
- شاطئ سان أمارو (Playa de San Amaro).
- النصيب التذكاري لضحايا حرب إفريقيا (Monumento a los Caídos en la Guerra de África).
- النصيب التذكاري للملازم رويث (Monumento y Plaza del Teniente Ruiz).
- تماثيل الواقعة على حديقة سان سيباستيان (Estatuas del antiguo Jardín de San Sebastián).
- النصيب التذكاري للمقدم غونثالث تابلاس (Monumento al Teniente Coronel González Tablas).
- النصيب التذكاري لهيراكليس (Monumento a Hércules).

- حصن سارتشال (Fuerte del Sarchal).

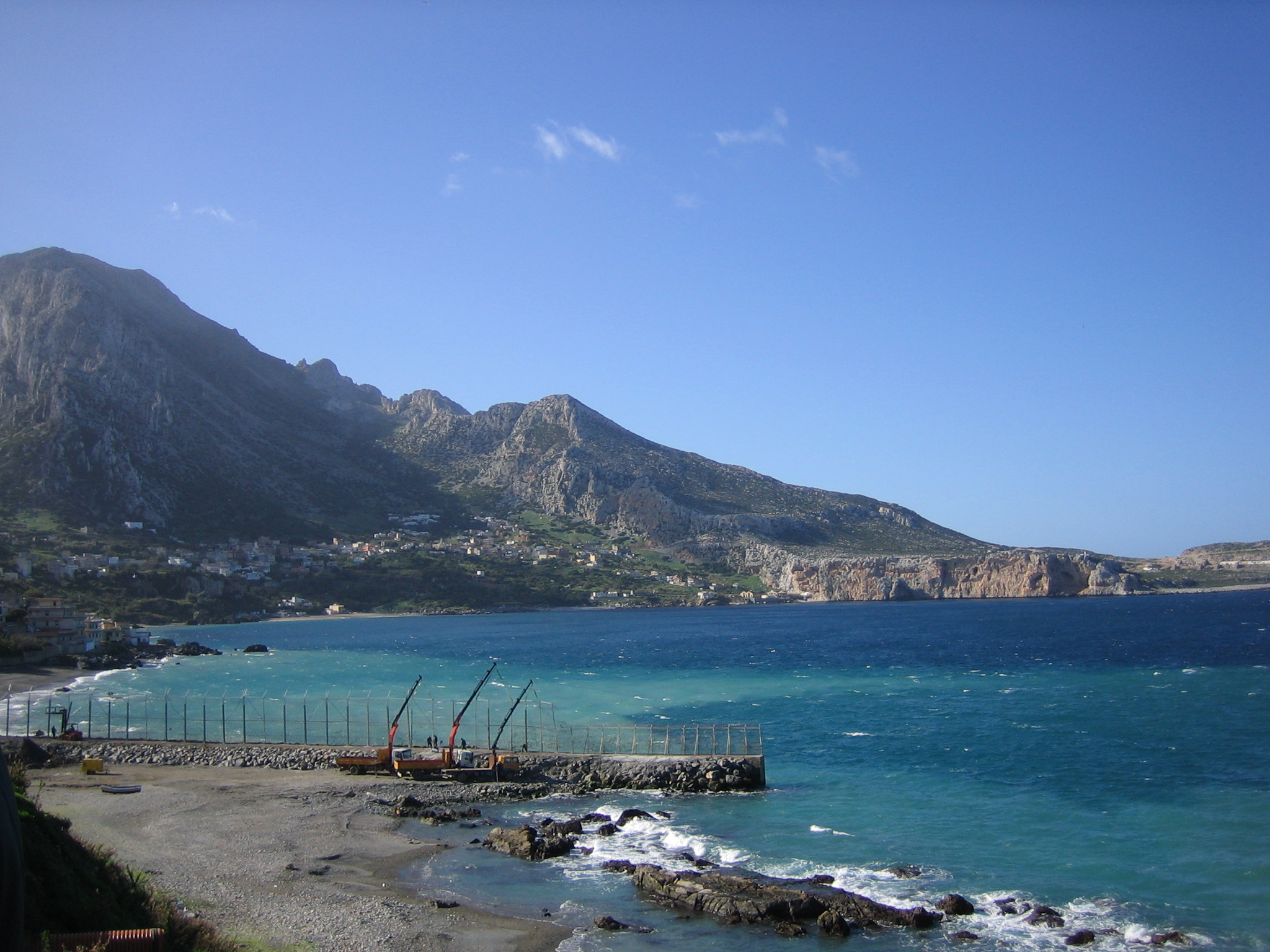
شاطئ سبتة

- حصن سان أمارو (Fuerte y antigua Ermita de San Amaro).
- أسوار ميرينيداس (Murallas Merínidas).
- حصن مونتي أتشو (Fortaleza del Monte Hacho).
- كنيسة سان أنطونيو ديل تاخال (Ermita de San Antonio del Tojal).
- قلعة ديسنارغادو (Castillo del Desnarigado).
- حصون القرون الوسطى (Fuertes Neomedievales).
- مسجد مولاي المهدي (Mezquita de Muley el-Mehdi).
- منارة بونتة ألمينة (Faro de Punta Almina).
- حي وشاطئ بينثو (Barriada y playa de Benzú).
- شاطئ كالاموكارو (Playa de Calamocarro).

## اقتصاد
يعتبر موقع سبتة الجغرافي مهم جداً من ناحية التجارة والحركة التجارية والعسكرية نظراً لموقعها الإستراتيجي في مضيق جبل طارق، حيث أنه يصل بين مياه البحر الأبيض المتوسط بمياه المحيط الأطلسي. العملة الرسمية المستخدمة في سبتة هي اليورو وتعتبر سبتة جزء من منطقة ضريبية منخفضة بالنسبة للضرائب الإسبانية، والتي من شأنها تشجيع الحركة التجارية في المدينة. يعتبر قطاع الصيد البحري وقطاع الخدمات أهم ركائز اقتصاد سبتة.
تعتبر سبتة واحدة من مينائين إسبانيين على الساحل الشمالي الأفريقي جنب إلى جنب معا مليلية، وتستخدم بشكل واسع كموانئ نفطية ومراكز صيد ويعتمد اقتصاد سبتة بشكل رئيسي على الميناء وتجارة التجزئة وتتميز المدينة باستقبالها أعداد كبيرة يومياً من العبّارات أغلبها من إسبانيا وتتوقف السفن السياحية في سبتة للتسوق في أسواق المدينة ومطاعمها الجميلة، سبتة مدينة صغيرة وتتميز بوجود خدمة حافلات تغطي معظم أنحاء المدينة.

## المواصلات

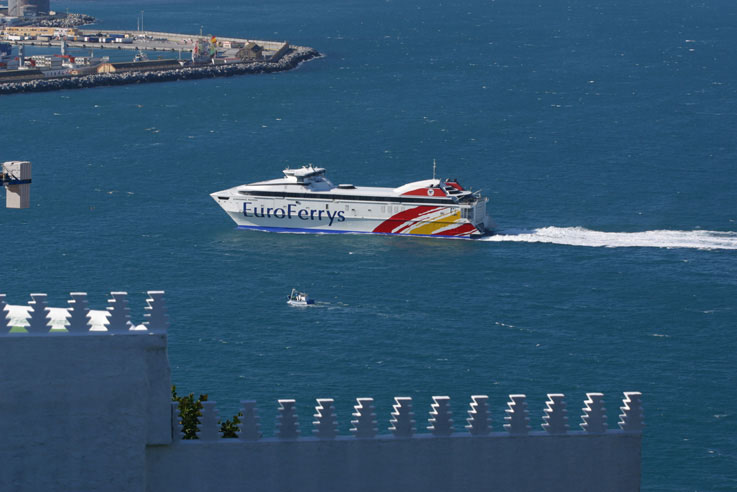
سفينة عبارة في سبتة

### مطار سبتة
يقع مطار سبتة الصغير للهلكوبترات في منطقة ميناء المدينة ما بين ذراع المرفئ الغربي وبين ميناء الصيد على بعد نصف كيلومتر شمال وسط المدينة.
هذا المطار هو الأول من نوعه في إسبانيا والهدف هو تأمين الاتصالات بالمدينة عن طريق الطيران وتوفير خدمة لطلبات المرور الجوي المتواجدة حالياً. اتصال سريع بشبه الجزيرة الإسبانية هو عامل رئيسي لتنمية الاقتصاد في سبتة.
المطار يتواجد في ميناء سبتة ما بين الرصيف الغربي وميناء بواخر صيد السمك فوق رقعة قد أخذت من البحر في شمال المدينة المنشآت التي في هذا الميناء هي ساحة لصف أو لتوقف الطائرات الهوائية المروحية ومبنى محطة من طابقين أي دورين ومحطة كهرباء ومبنى لخدمات النجاة ولإطفاء الحرائق.
لقد كانت فكرة إنشاء اتصال جوي منظم مع شبه الجزيرة فكرة قديمة الدراسة من قبل حكومة سبتة أمام المصاعب الطارئة في الأحوال الجوية الصعبة في مضيق جبل طارق والتي تمنع التنقل في مراكب المواصلات والتي تصل بين سبتة والجزيرة لأسباب جغرافية مثل الصفات الجبلية كان من المستحيل تحديد موقع للمطار حول مدينة سبتة والحل لهذه المشكلة هو إنشاء مطار للهليكوبتر. لكي يتم هذا المشروع كان من الضروري إيجاد منطقة ملائمة وهذه كانت نقطة غيرة سهلة للغاية لأنه لا يوجد أراضي كثيرة متوفرة في المدينة بالإضافة إلى أن هناك مناطق عسكرية هامة متواجدة في المنطقة.

### ميناء سبتة
وأخيراً فقد قرر البناء في ميناء سبتة لذا فإن المنشآت الجديدة كانت مجاورة لوسط المدينة وبهذه الحالة فقد وفرت على شركات الطيران والمسافرين التنقل لقرب المنطقة منهم. لحين ذلك الوقت وبما أن مطار الهليكوبتر العسكري لم يكن لديه منطقة للتسجيل والشحن فإن المسافرين كانو مجبورين على التسجيل في جهة مهيئة خصيصاً في الميناء وبعد ذلك يتم نقلهم بسيارات خاصة إلى المنشآت العسكرية للصعود للطائرة.

## الإعلام

### الصحف
بالإضافة إلى الصحف اليومية الوطنية، هناك نوعان من الصحف المحلية في سبتة:
- إلفارو (El faro).
- إلبويبلو دي ثيوتا (El pueblo de Ceuta).

### التلفاز
بالإضافة إلى القنوات الرسمية والمتخصصة في إسبانيا، هناك في سبتة محطتان محليتان:
- تلفزيون ثيوتا (Ceuta Televisión).
- راديو وتلفزيون ثيوتا (Radio Televisión Ceuta).

### راديو
- راديو وتلفزيون ثيوتا[10] (Radio Televisión Ceuta).

## الثقافة

### المتاحف
- المتحف البلدي في سبتة (Museo Municipal de Ceuta): بنيت في عام 1900، وتقع في وسط المدينة. ويضم معهد للدراسات السبتية، صالتان للمعارض المؤقتة وخمسة صالات للمعارض دائمة.[11]
- متحف ريفيين دي سان أغناسيو (Museo del Revellín de San Ignacio): يقع متحف سان أغناسيو بجانب الأسوار الملكية الموجودة في سبتة (Murallas Reales).
- المتحف العسكري كاستيو ديل ديسناريغادو (Museo Militar del Castillo del Desnarigado): هو متحف ذات طابع عسكري، يحتوي على مجموعات من المعدات العسكرية ذات الصلة بتاريخ سبتة العسكرية.
- المتحف العسكري دي لا ليخيون (Museo Militar de La Legión): يحتوي على مجموعات من المعدات العسكرية ذات الصلة بكتيبة لا ليخيون (La Legión).
- المتحف العسكري لكتيبة المشاة الخفيفة (Museo Militar de Regulares): يحتوي على مجموعات من المعدات العسكرية ذات الصلة بكتيبة المشاة الخفيفة (Regulares).
- المتحف العسكري للخيالة أو (سلاح الفرسان) (Museo Militar de Caballería): يحتوي على مجموعات من المعدات العسكرية ذات الصلة بكتيبة الخيالة.
- متحف ميناء سبتة (Museo de la Autoridad Portuaria): يحتوي على مجموعات من المعدات ذات الصلة بتاريخ ميناء سبتة.
- متحف كاتدرائي (Museo Catedralicio).
- متحف باسليكا تاردورومانا (Museo de la Basílica Tardorromana).

## الأعياد الوطنية والمناسبات الدينية
- فبراير: كرنفال سبتة.
- أسبوع الآلام (Semana Santa): يقع عادة في شهر مارس أو أبريل.
- 13 يونيو: روميريا سان أنطونيو دي بادوا (San Antonio de Padua). [ملاحظة: روميريا هو مظهر من مظاهر الدين الشعبي الكاثوليكي].
- 5 أغسطس: يوم القديسة الشفيعة لمدينة سبتة، فيرغين دي أفريقيا (Virgen de África).
- 10 أكتوبر: يوم القديس الشفيع لمدينة سبتة، سان دانيل (San Daniel).
- 1 نوفمبر: عيد الموتى.

## شخصيات بارزة

### شخصيات تاريخية
- يوسف بن يهودا بن أكنين: عالم في الرياضيات والفلك يهودي من القرن الثاني عشر. طبيب ومتفنن في العلوم كالفيزياء، من أحد تلاميذ موسى بن ميمون، العالم يهودي تبحر في الفلسفة والطب والرياضيات.
- سانتا بياتريس دي سيلفا: مؤسسة الرهبنة الفرنسيسكانية في القرن السادس عشر.
- أماديوس من البرتغال: شقيق سانتا بياتريس دي سيلفا، ومؤسس دعوى التطويب.
- فرانسيسكو دي أندرادي: اللواء العام وحاكم مدينة سبتة في القرن السادس عشر.
- أنطونيو دي نورونيا دياث دي فيالوبوس: حاكم مدينة سبتة وحاكم الهند خلال فترة خضوعها للحكم البرتغالي في القرن السادس عشر.
- القاضي عياض: قاض مالكي، العلامة المحدث والفقية المؤرخ الذي كان أعرف الناس بعلوم عصره.
- الإدريسي [أبو عبد اللّه محمد الإدريسي]: أحد كبار الجغرافيين في التاريخ ومؤسسين علم الجغرافيا من القرن الثاني عشر، كما أنه كتب في التاريخ والأدب والشعر والنبات ودرس الفلسفة والطب والنجوم في قرطبة.
- كريستوفر أكوستا بوينافينتورا: خيبر في علم النبات الطبي من القرن الثامن عشر.
- مانويل باتشيكو رودريجيث: قس يسوعي، توفي في البرازيل عام 1570.
- إيزابيل لوبيز كابرال: بطلة أسطورية، قادت قوات جيش للدفاع عن مدينة سبتة سنة 1568.
- أندريس أرانيا: حاكم سبتة.
- آنا أرينيو: بطلة أسطورية سنة 1707.
- دييغو دي فيليو: ولد في 27 ديسمبر 1759 في سبتة، عسكري، وأول حاكم للمدينة التشيلية أوسورنو، في القرن السابع عشر.
- بيدرو مانويل دي أرانديا إي سانتيستيبان: الحاكم العام لجزر الفلبين في القرن الثامن عشر.
- دييغو دي بينيالورا: حاكم سياسي، عسكري في فيراكروز في المكسيك في القرن الثامن عشر.
- خوان خواكين مورينو: النقيب للقوات البحرية في القرن الثامن عشر.
- مانويل رامون خوسيه كريستوبال خوستو غيفارا دي فاسكونثيلوس: ولد عام 1739، عميد ونقيب في فنزويلا سنة (1799-1807).
- خاثينتو رويث إي مندوثا (1779-1809): عسكري إسباني، حارب بشجاعة وبسالة في حرب شبه الجزيرة الأيبيرية والتي اندلعت بين فرنسا وتحالف قوات إسبانيا، البرتغال في 2 مايو 1808. أقيمت له نصبا تذكاريا في العاصمة مدريد.
- فرانسيسكو أنطونيو غارسيا كاراسكو: حاكم تشيلي في القرن التاسع عشر.
- إيسيدرو أليكسيس فابريجاس: عسكري، وزير الدفاع ورئيس مجلس وزراء أسبانيا القرن التاسع عشر.
- ميغيل غارسيا كوريا: القائد العام وحاكم مدينة سبتة في القرن التاسع عشر.
- خوان أورتيث دي ساراتشو: عسكري [رتبة عميد] في عام 1902.
- بالدوميرو أرابال مارتوس: عسكري [رتبة ملازم]، قتل في معركة عام 1913.
- دييغو باتشيكو إي بارونا (1892-1916): عسكري [رتبة ملازم]، قتل في معركة عام 1916.
- مانويل رودريجيث بيرلانغا: دكتوراه في القانون، عالم الآثار ومؤرخ، من القرن التاسع عشر.
- أنطونيو راموس إسبينوزا دي لوس مونتيروس: كاتب من القرن التاسع عشر.
- أنطونيو إسكوبار هويرتاس: عسكري، من القرن العشرين.
- بارتولومي روس: مصور من القرن العشرين، ولد في كارتاغينة (مورسية، إسبانيا)، رغم أنه عاش كل حياته في سبتة.
- نيكولاس بيريث سيرانو: أستاذ جامعة مدريد وخبير قانوني من القرن العشرين.
- سلاوستيانو ماس كليريس: طبيب عسكري من القرن العشرين.

### شخصيات معاصرة
- مانويل تشافيس غونزاليس: ولد في 7 يوليو 1945 في سبتة. شغل منصب النائب الثالث لرئيس حكومة إسبانيا ووزير للتعاون الإقليمي في عهد رئاسة خوسيه لويس رودريغيث ثباتيرو. وكان رئيس المجلس لإقليم أندلسيا لمدة 19 عاما.
- لويس لوبيث أنغلادا: عسكري، وشاعر (حاز على الجائزة الوطنية للأدب في إسبانيا عام 1961). توفي عام 2007.
- إيليسيو ألفاريث أريناس باتشيكو: عسكري، وزير الجيش وباحث أدبي في الأكاديمية الملكية للغة الإسبانية (Real Academia Española).
- أنطونيو لوبيز سانشيث برادو: طبيب، ورئيس بلدية سبتة. قُتل في حرب الأهلية الإسبانية.
- إيلينا ألفاريث لافيرون: رسامة ونحاتة من سبتة.
- مانويل أوليفنثيا رويث: ولد في روندا (ملقا)، تربى ونشأ في سبتة. أستاذ في القانون التجاري، مفوض المعرض العالمي في إشبيلية في عام 1992.
- لويس ويل ألكاريث: خبير اقتصادي.
- رامون كاستيانو توريس (1947 ـ): رسام تعبيري.
- كارمن ثيرديرا مورتيريرو: عضوة مجلس الشيوخ، أيضا شغلت منصب عضوة في البرلمان الأوروبي. قدمت في عام 1989 مشروع لإصلاح القانون المدني لمبدأ عدم التمييز على أساس الجنس. توفيت في 2 أغسطس 2007.
- فيسنتي رودريغيث كاسادو: مؤرخ، وعميد جامعة سانتا ماريا دي لارابيدا. توفي في 3 سبتمبر 1990.
- أنخيل رويز ليجو: نحات. توفي في عام 1989.
- جينيس سيران باغان: عالم أنثروبولوجي، أيضا رسام ونحات.
- فرانسيسكو سانشيث مونتويا ثيوتا: هو أقدم عضو في معهد للدراسات السبتية. حاز على ميدالية عام 2004، وعلى جائزة للعلوم والثقافة عام 2011، ولجائزة مانويل أثانيا الوطنية للبحوث التاريخية عام 2001، عضو في جمعية التاريخ التصوير الفوتوغرافي الإسبانية. ويركز بحوثه على التاريخ المعاصر.
- مانويل خيمينيث مولينا: مغني.
- إلسا روفانو: مغنية.
- إيفا إسانتا: ممثلة.

## معرض الصور

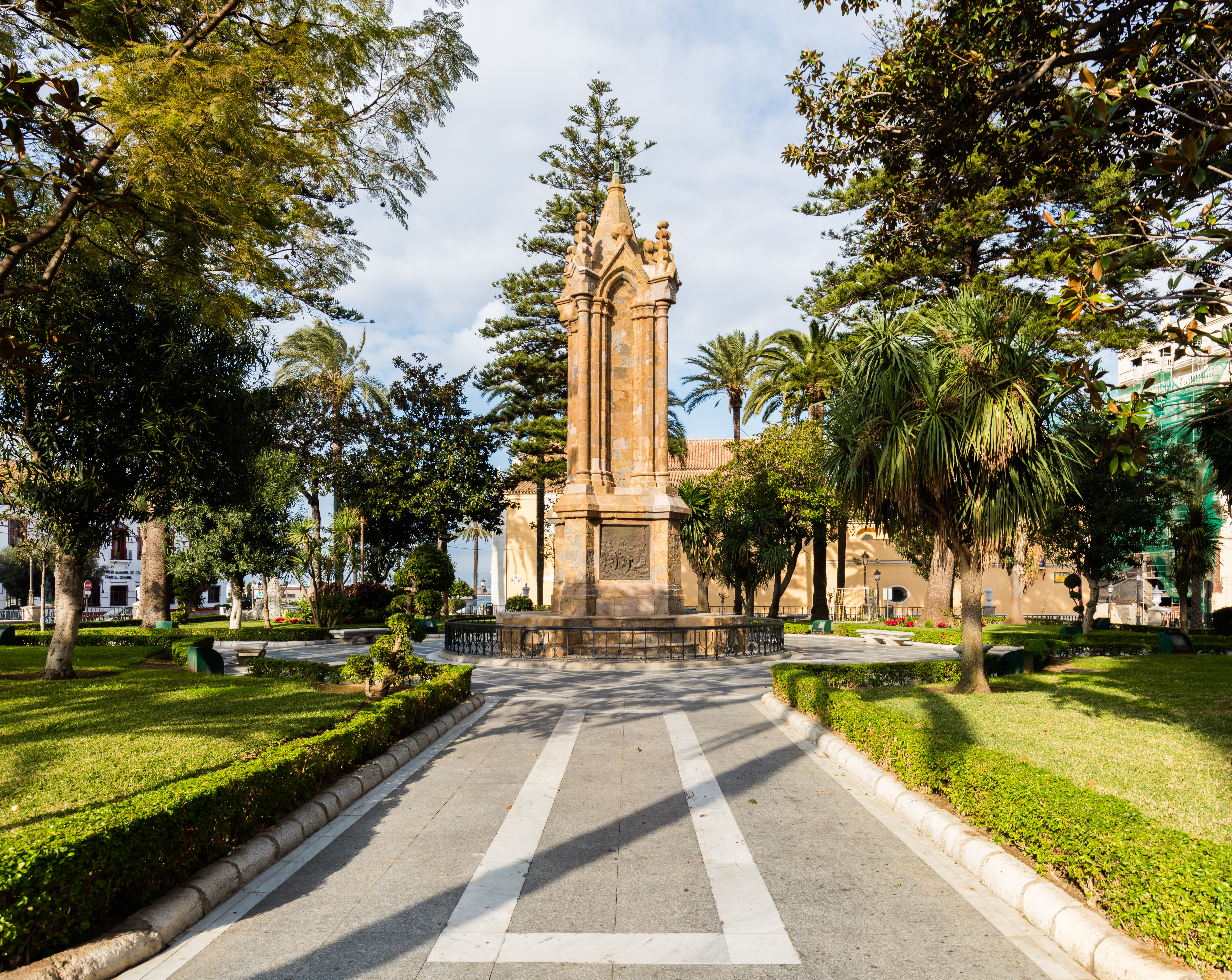
ساحة أفريقيا بسبتة
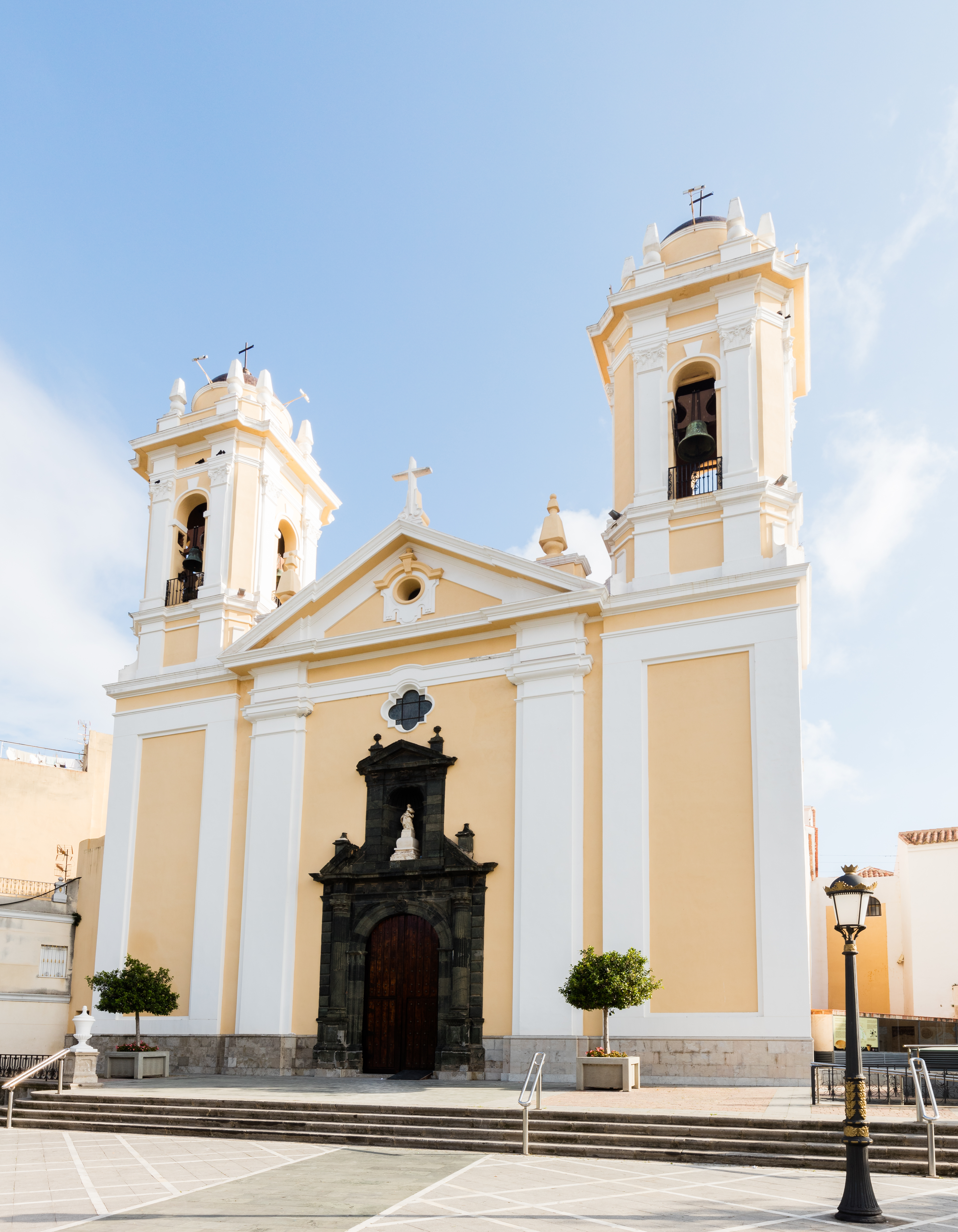
كاتدرائية سبتة
حصن أرانجورين سبتة
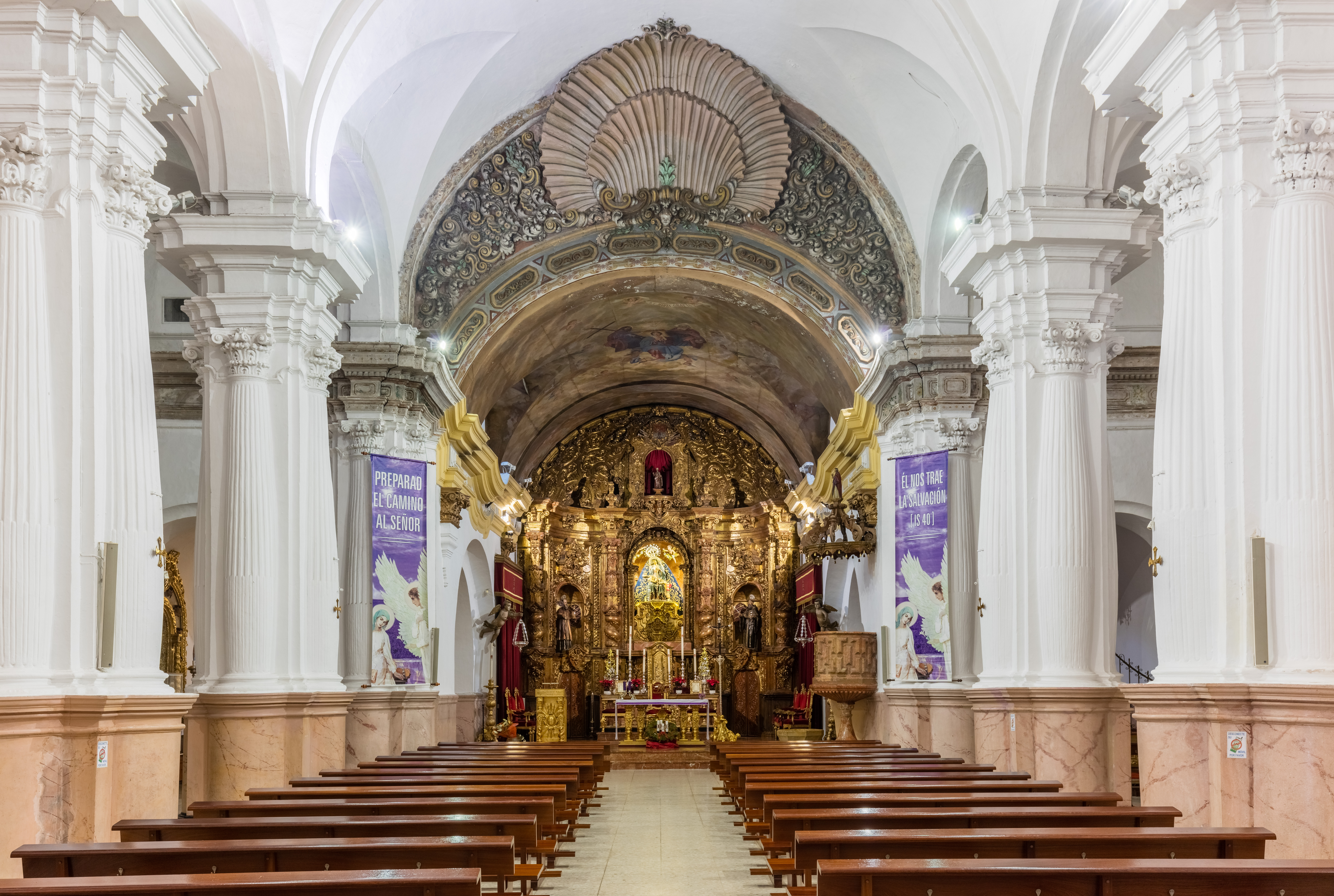
كنيسة سيدة أفريقيا سبتة
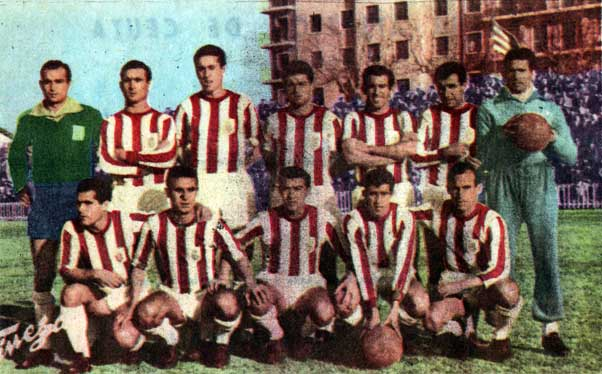
نادي كرة القدم سبتة
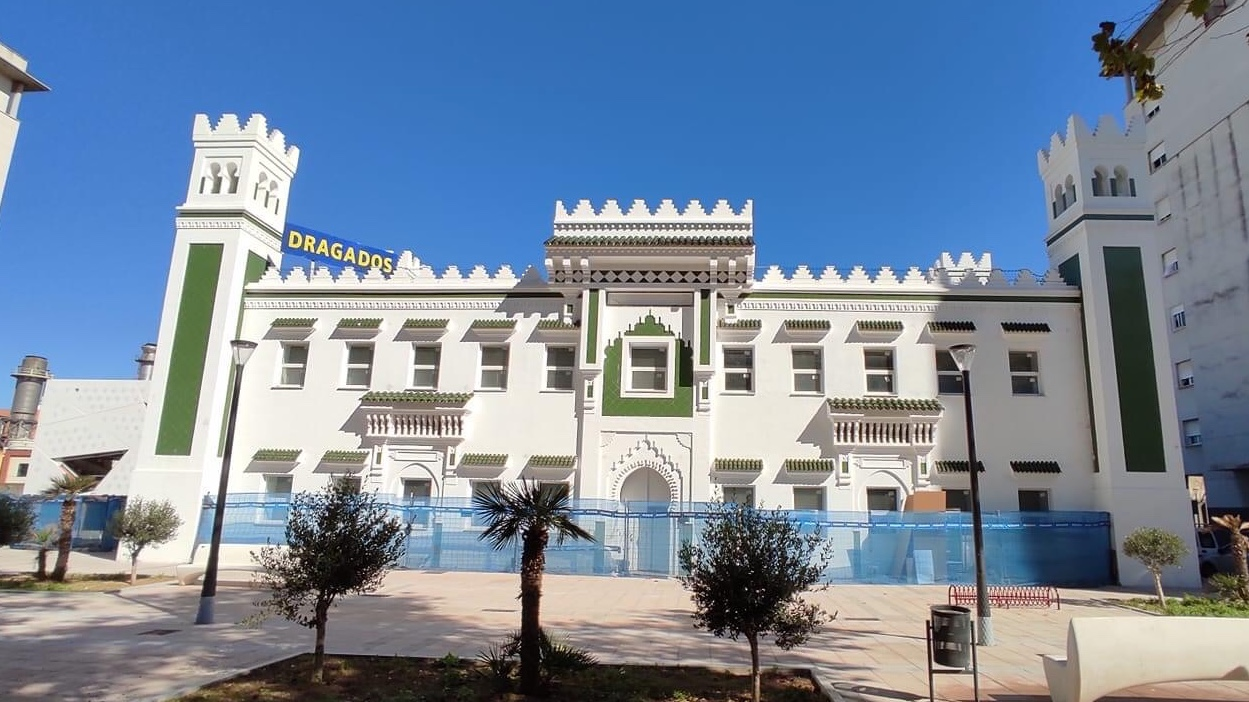
محطة سبتة
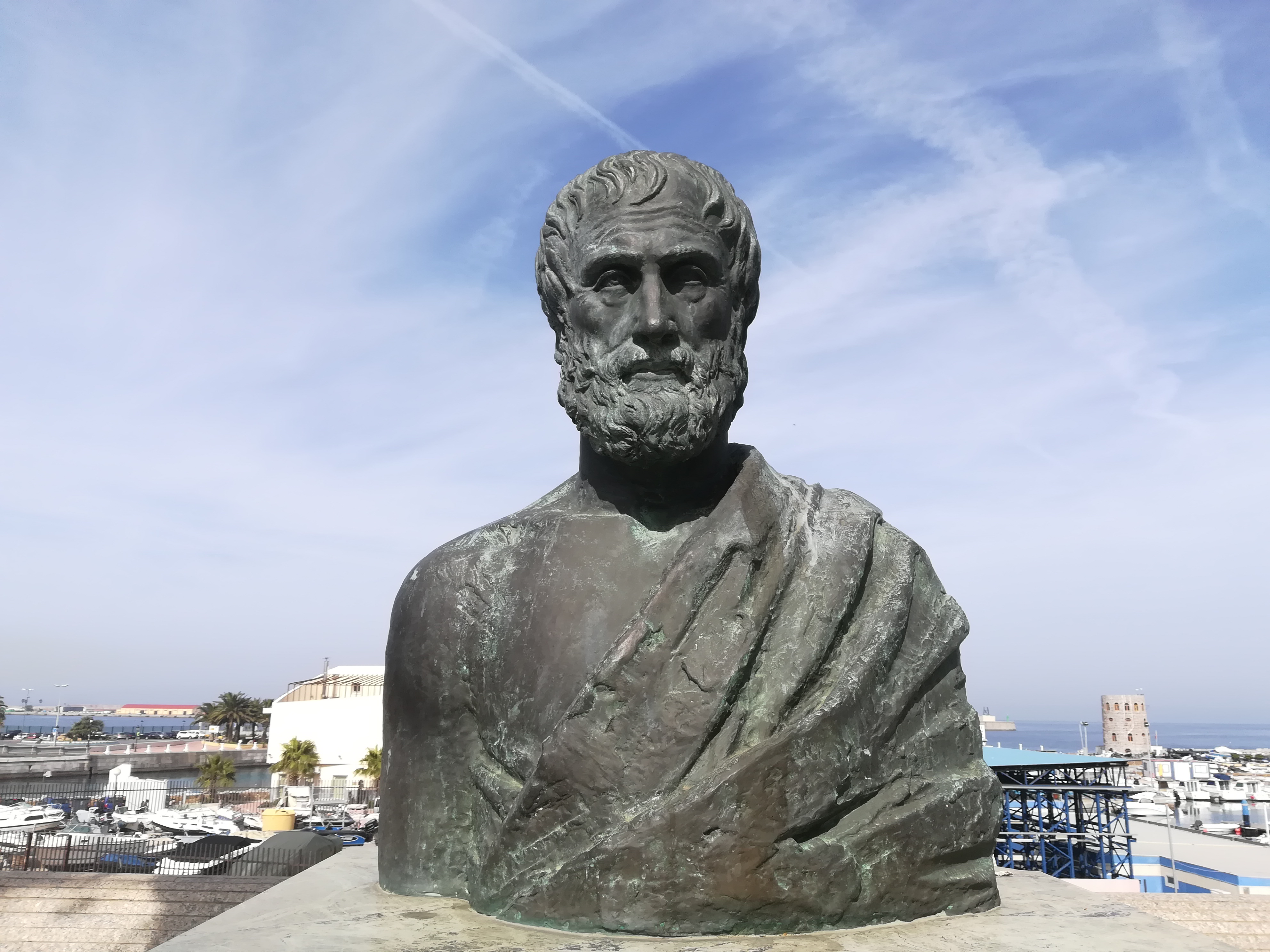
تمثال أرسطو بسبتة